# Lophotidia brunnescens
Lophotidia brunnescens är en fjärilsart som beskrevs av Elliot C.G. Pinhey 1968. Lophotidia brunnescens ingår i släktet Lophotidia och familjen nattflyn. Inga underarter finns listade i Catalogue of Life.